# Electrohomeopatia
L'electrohomeopatia o també anomenada cura del càncer de Mattei, és un derivat de l'homeopatia creat al segle XIX pel comte Cesare Mattei. L'electrohomeopatia s'ha definit com la combinació d'aparells elèctrics i homeopatia.
El nom prové d'una combinació d'electro (contingut de bioenergia elèctrica) i homeopatia (en referència a una filosofia medicinal alternativa desenvolupada per Samuel Hahnemann al segle xviii).

L'electrohomeopatia s'ha definit com a "total idiotesa". Com l'homeopatia tradicional, és considerada per les comunitats mèdica i científica com una pseudociència i la seva pràctica com una bestiesa.
L'electrohomeopatia, va ser creada per Cesare Mattei a finals del segle XIX. Mattei, un noble italià amb coneixements en ciències naturals, anatomia, fisiologia, patologia, química i botànica, va desenvolupar un interès pel suposat poder curatiu de "l'electricitat" en extractes de plantes. Va fer afirmacions sense proves científiques, incloent-hi que els seus tractaments podien ser una alternativa no quirúrgica per al càncer. No obstant això, els seus mètodes van ser rebuts amb escepticisme per la comunitat mèdica convencional.